# Tolu
Tolu – jednostka osadnicza w Stanach Zjednoczonych, w stanie Kentucky, w hrabstwie Crittenden.